# Municipio de Ashland (Indiana)
El municipio de Ashland (en inglés: Ashland Township) es un municipio ubicado en el condado de Morgan en el estado estadounidense de Indiana. En el año 2010 tenía una población de 1720 habitantes y una densidad poblacional de 20,84 personas por km².

## Geografía
El municipio de Ashland se encuentra ubicado en las coordenadas 39°28′40″N 86°36′25″O / 39.47778, -86.60694. Según la Oficina del Censo de los Estados Unidos, el municipio tiene una superficie total de 82.53 km², de la cual 82,26 km² corresponden a tierra firme y (0,33 %) 0,27 km² es agua.

## Demografía
Según el censo de 2010, había 1720 personas residiendo en el municipio de Ashland. La densidad de población era de 20,84 hab./km². De los 1720 habitantes, el municipio de Ashland estaba compuesto por el 97,91 % blancos, el 0,7 % eran amerindios, el 0,17 % eran asiáticos, el 0,06 % eran isleños del Pacífico, el 0,29 % eran de otras razas y el 0,87 % eran de una mezcla de razas. Del total de la población el 1,16 % eran hispanos o latinos de cualquier raza.